# Liste des anciens députés flamands
Pour les articles homonymes, voir Liste des députés flamands.
Cet article, mis à jour au 25 mai 2014, présente la liste des anciens députés flamands.
Il s'agit de membres ne siégeant plus et ayant siégé lors d'une précédente législature.
- Haut – A
- B
- C
- D
- E
- F
- G
- H
- I
- J
- K
- L
- M
- N
- O
- P
- Q
- R
- S
- T
- U
- V
- W
- X
- Y
- Z

## A
- Hugo Adriaensens (nl)
- Joanna Adriaensens
- Magda Aelvoet
- Wilfried Aers (nl)
- Firmin Aerts
- Jérôme Aerts (nl)
- Paul Akkermans (nl)
- Bert Anciaux
- Vic Anciaux
- Gerolf Annemans
- Edouard Anseele
- Jos Ansoms
- Georges Anthuenis (nl)
- Laurent Appeltans (nl)
- Erik Arckens
- Alex Arts (nl)
- Yolande Avontroodt

## B
- Mik Babylon (nl)
- Anne-Marie Baeke
- Frans Baert
- Eddy Baldewijns
- Luc Barbé
- Marcel Bartholomeeussen (nl)
- Jan Bascour
- Caroline Bastiaens
- Marie-Josée Bauwen (nl)
- Lieven Bauwens (nl)
- Aloïs Beckers (nl)
- Sonja Becq
- Georges Beerden (nl)
- Jozef Belmans (nl)
- Peter Berben
- Gerard Bergers (nl)
- Louis Bertels (nl)
- Alfred Bertrand
- Cathy Berx
- Jos Bex
- Ward Beysen (nl)
- Karel Blanckaert (nl)
- Francois Blancquaert (nl)
- Roger Blanpain (nl)
- Elie Bockstal (nl)
- Marcel Bode (nl)
- Henri Boel
- Cécile Boeraeve-Derycke (nl)
- Alfons Boesmans (nl)
- Ferdinand Boey (nl)
- Gustaaf Boeykens (nl)
- Albert Bogaert (nl)
- André-Emiel Bogaert (nl)
- Jean-Marie Bogaert (nl)
- August Bogaerts (nl)
- Raoul Bonnel (nl)
- Roger Bosman (nl)
- Félicien Bosmans (nl)
- Jos Bosmans (nl)
- Jozef Bosmans (nl)
- Gilbert Bossuyt
- Robrecht Bothuyne
- Boudewijn Bouckaert
- André Bourgeois
- Geert Bourgeois
- Maurice Bourgois (nl)
- Marc Bourry (nl)
- Thieu Boutsen
- Edgard Bouwens (nl)
- Frieda Brepoels
- Gustave Breyne
- Paul Breyne
- Louis Bril
- Hubert Brouns
- Karin Brouwers
- Jozef Browaeys (nl)
- Agnes Bruyninckx-Vandenhoudt
- Jacques Buchmann
- Xavier Buisseret (nl)
- Mariette Buyse (nl)
- Adelheid Byttebier
- Jan Béghin

## C
- Willy Calewaert (nl)
- Honoraat Callebert (nl)
- Karlos Callens
- Ludwig Caluwé
- Herman Candries (nl)
- Aimé-Remi Canipel (nl)
- Leo Cannaerts (nl)
- Louis Cantillon (nl)
- Michel Capoen (nl)
- Georges Cardoen (nl)
- Omaar Carpels (nl)
- Jan Caubergs (nl)
- Jan Caudron (nl)
- Frans Cauwenberghs (nl)
- Vera Celis
- Patricia Ceysens
- Jos Chabert
- Pierre Chevalier
- Albert Claes (nl)
- Hilde Claes
- Lode Claes
- Willy Claes
- Dries Claeys (nl)
- Walter Claeys (nl)
- Raymond Clercx (nl)
- Daniël Coens
- Joachim Coens
- Jef Colin (nl)
- Fernand Colla (nl)
- Marcel Colla
- Willem Content (nl)
- Bob Cools
- Jozef Cools (nl)
- Etienne Cooreman (nl)
- Edgard Coppens (nl)
- Alfons Coppieters (nl)
- Maurits Coppieters
- Marc Cordeel
- Frans Cornelis (nl)
- Willy Cortois
- Marcel Coucke (nl)
- Hugo Coveliers
- Germaine Craeybeckx-Orij (nl)
- Hilde Crevits
- Frank Creyelman
- Simonne Creyf
- Lisette Croes (nl)
- John Crombez
- Lambert Croux (nl)
- Emiel Cuvelier (nl)
- Jozef Cuyvers (nl)

## D
- Adhémar d'Alcantara
- Diane D'haeseleer (nl)
- Louis D'haeseleer (nl)
- René D'haeyer (nl)
- Paula D'Hondt-Van Opdenbosch
- Carlo Daelman (nl)
- Jan Daems (nl)
- Jos Daems (nl)
- Rik Daems
- Rudi Daems
- Livien Danschutter (nl)
- Hendrika De Backer-Van Ocken
- Armand De Baer (nl)
- Eddy De Baere (nl)
- Norbert De Batselier
- André De Beul (nl)
- Alex De Boeck (nl)
- Ferdinand De Bondt
- Jos De Bremaeker (nl)
- Piet De Bruyn
- Hektor De Bruyne
- Firmin Debusseré (nl)
- Carl Decaluwé
- Johan Deckmyn
- Kathleen Deckx
- Stefaan De Clerck
- Willy Declerck (nl)
- Constant De Clercq (nl)
- Paul De Clercq (nl)
- Rafaël Declercq (nl)
- Roger Declercq (nl)
- Tijl Declercq (nl)
- Veerle Declercq (nl)
- Willy De Clercq
- Dirk De Cock
- Frans De Cock (nl)
- Philippe De Coene
- Albert Deconinck (nl)
- Carlo De Cooman (nl)
- Albert De Cordier
- Jan Decorte
- Marcel Decoster
- Leopold Decoux (nl)
- Gino De Craemer
- Herman De Croo
- Jean-Marie Dedecker
- Eugeen De Facq (nl)
- Jaak De Graeve (nl)
- Etienne De Groot
- Niki De Gryze (nl)
- Louis De Grève (nl)
- Karel De Gucht
- Jean-Luc Dehaene
- Tom Dehaene
- Lieven Dehandschutter
- Paul De Keersmaeker
- Georgette De Kegel (nl)
- Paul De Kerpel (nl)
- Patrick De Klerck
- Irina De Knop
- Marc De Laet (nl)
- Thomas Delahaye (nl)
- Leo Delcroix
- Herman Deleeck (nl)
- Elisabeth Delepierre (nl)
- Hilde De Lobel
- Herman De Loor (nl)
- Josepha De Loore-Raeymaekers (nl)
- Paul Delva
- Anny De Maght-Aelbrecht (nl)
- Filip De Man
- Ann De Martelaer
- Wivina Demeester-De Meyer
- Mark Demesmaeker
- Julien Demeulenaere
- Stern Demeulenaere
- Francine Demeulenaere-Dewilde (nl)
- Omer De Mey (nl)
- Jan De Meyer (nl)
- Magda De Meyer (nl)
- Jozef Demeyere (nl)
- Johan De Mol
- Johan Demol
- Ward Demuyt (nl)
- Adhémar Deneir (nl)
- Alfons De Nolf (nl)
- André Denys
- Maurice De Padt (nl)
- Gerard De Paep (nl)
- Placidus De Paepe (nl)
- Lydia De Pauw-Deveen
- Paul Deprez (nl)
- Jozef Depré (nl)
- André Dequae
- Maurice Dequeecker (nl)
- Herman De Reuse
- Peter De Ridder
- Johan De Roo
- Armand De Rore (nl)
- Germain De Rouck (nl)
- Erik Derycke
- Joseph De Saeger
- Willy Desaeyere (nl)
- Mia De Schamphelaere
- Claudine De Schepper (nl)
- Jozef De Seranno (nl)
- Bart De Smet (nl)
- Peter Desmet (nl)
- Georges De Smeyter (nl)
- Julien Desseyn (nl)
- Emmanuel Desutter (nl)
- Roland Deswaene
- Frans Detiège (nl)
- Leona Detiège
- Paul De Vidts (nl)
- Freddy De Vilder (nl)
- Mia De Vits
- Wilfried De Vlieghere
- Paul De Vlies (nl)
- Jacques Devolder
- Godelieve Devos (nl)
- Else De Wachter
- Patrick Dewael
- Patricia De Waele
- Pierre De Weirdt (nl)
- Monique De Weweire (nl)
- Bart De Wever
- August De Winter
- Filip Dewinter
- Sophie De Wit
- Maurice Dewulf (nl)
- Roger De Wulf
- Michel Dhooge (nl)
- Luc Dhoore
- Steve D'Hulster
- Maurice Didden
- Achiel Diegenant (nl)
- Fred Dielens (nl)
- Greta Dielens (nl)
- Renaat Diependaele (nl)
- Ludo Dierickx
- Karel Dillen
- Marijke Dillen
- Michel Doomst
- Hugo Draulans (nl)
- André Dua (nl)
- Vera Dua
- Arlette Duclos (nl)
- Marcel Duerinck (nl)
- Julien Dufaux (nl)
- Peter Dufaux (nl)
- Paul Dumez (nl)
- Adiel Dupont (nl)
- Jozef Dupré
- Jan Durnez
- Annie Duroi-Vanhelmont (nl)

## E
- Hilde Eeckhout
- Jan Eeman
- Tine Eerlingen
- Isidore Egelmeers (nl)
- Leon Elaut (nl)
- Gaston Eyskens
- Mark Eyskens

## F
- Freddy Feytons (nl)
- Emile Flamant
- Baudouin Franck (nl)
- Jean Férir (nl)
- Simon Février (nl)

## G
- Jaak Gabriels
- Marc Galle
- Robert Garcia
- Gisèle Gardeyn-Debever (nl)
- Sven Gatz
- André Geens
- Gaston Geens
- Avil Geerinck (nl)
- Frans Gelders (nl)
- Wim Geldolf (nl)
- Jean Geraerts (nl)
- Jan Gerits (nl)
- Marcel Gesquiere (nl)
- Fernand Geyselings (nl)
- Jos Geysels
- Ferdinand Ghesquière
- Robert Gheysen (nl)
- Paul Ghysbrecht (nl)
- Jozef Ghyssels (nl)
- Robert Gijs (nl)
- Amelia Gijsbrechts-Horckmans (nl)
- Eloi Glorieux
- Hector Goemans (nl)
- Johnny Goos (nl)
- Willy Goossens (nl)
- Leo Goovaerts (nl)
- Luc Goutry
- Rufin Grijp
- Frans Grootjans
- Brigitte Grouwels
- Eric Gryp (nl)
- Dominique Guns
- Peter Gysbrechts

## H
- Lode Hancké (nl)
- Joris Hardy (nl)
- Cécile Harnie (nl)
- Veerle Heeren
- Koen Helsen (nl)
- Jaak Henckens (nl)
- José Hendrickx (nl)
- Lucienne Herman-Michielsens
- Margriet Hermans
- Paul Hermans (nl)
- Marcel Heughebaert (nl)
- César Heylen (nl)
- Anne Marie Hoebeke
- Dirk Holemans (nl)
- Polydoor Gentil Holvoet
- Dieudonné Horlait (nl)
- Patrick Hostekint
- Roger Hostekint (nl)
- Jozef Houben (nl)
- Robert Houben
- Rafaël Hulpiau (nl)
- Pieter Huybrechts

## J
- Patrick Janssens
- Simonne Janssens-Vanoppen (nl)
- Guido Janzegers (nl)
- Wim Jorissen (nl)
- Ivonne Julliams (nl)

## K
- Lambert Kelchtermans
- Theo Kelchtermans
- André Kempinaire
- Michel Kenens (nl)
- André Kenzeler (nl)
- Marie-Paule Kestelijn-Sierens
- Jan-Antoon Keuleers
- Marino Keulen
- Joannes Kickx (nl)
- Gerald Kindermans
- Els Kindt
- Henri Knuts (nl)
- Flor Koninckx
- Willy Kuijpers
- Hendrik Kuylen (nl)

## L
- Egbert Lachaert
- Patrick Lachaert
- André Lagae (nl)
- Hilaire Lahaye (nl)
- Boudewijn Laloo (nl)
- Renaat Landuyt
- Alfons Laridon (nl)
- Jan Laurys
- Herman Lauwers (nl)
- Albert Lavens
- Jacques Laverge (nl)
- Jan Leclercq (nl)
- Raphaël Lecluyse (nl)
- Jeannine Leduc
- Edward Leemans
- Olga Lefeber (nl)
- Théo Lefèvre
- Lieven Lenaerts (nl)
- Jan Lenssens
- Yves Leterme
- Hubert Leynen (nl)
- Pieter Leys (nl)
- Annie Leysen (nl)
- Laurence Libert
- Julien Librecht (nl)
- Kathy Lindekens
- Leo Lindemans (nl)
- Carlos Lisabeth (nl)
- Marcel Logist
- Jan Loones
- Dominiek Lootens-Stael
- Etienne Lootens-Stael (nl)
- Peter Luyten (nl)
- Walter Luyten (nl)

## M
- Michiel Maertens
- Jacky Maes
- Nelly Maes
- Robert Maes
- Marie-Louise Maes-Vanrobaeys (nl)
- Jozef Magé
- Chokri Mahassine
- Marc Mahieu
- Louis Major (nl)
- Johan Malcorps
- Jan Mangelschots (nl)
- Cyriel Marchand (nl)
- Werner Marginet
- Gerard Markey (nl)
- Georges Marmenout (nl)
- Hugo Marsoul (nl)
- Bart Martens
- Katleen Martens
- Luc Martens
- Lucien Martens (nl)
- Wilfried Martens
- Jules Mathys (nl)
- Reimond Mattheyssens (nl)
- Erik Matthijs
- Prosper Matthys
- Lydia Maximus (nl)
- Trees Merckx-Van Goey
- Willem Mesotten (nl)
- Oktaaf Meyntjens (nl)
- An Michiels
- Raymond Miroir (nl)
- Guy Moens
- Monique Moens
- Fientje Moerman
- Georges Mommerency (nl)
- Georges Monard (nl)
- Ludo Monset (nl)
- Christiaan Moors (nl)
- André Moreau (nl)
- Marie-Rose Morel
- Charles Moyaerts (nl)

## N
- Leo Nauwelaers (nl)
- René Nauwelaerts (nl)
- Joanna Nauwelaerts-Thues (nl)
- Lisette Nelis-Van Liedekerke (nl)
- Annemie Neyts-Uyttebroeck
- Leopold Niemegeers (nl)
- Jacob Nutkewitz (nl)
- Gustaaf Nyffels (nl)

## O
- Hugo Olaerts (nl)
- Jozef Olaerts (nl)
- Marc Olivier (nl)
- Alfons Op 't Eynde (nl)
- Flor Ory (nl)
- Roger Otte (nl)
- Yvan Ottenbourgh (nl)

## P
- Mia Panneels-Van Baelen (nl)
- Louis Pans (nl)
- Jean Pede (nl)
- Jeanne Peeraer (nl)
- Edgard Peetermans (nl)
- Jules Peetermans (nl)
- Dirk Peeters
- Frans Peeters
- Jan Peeters
- Kris Peeters
- Leo Peeters
- Paul Peeters (nl)
- Renaat Peeters (nl)
- Walter A. T. Peeters (nl)
- Walter V. Peeters (nl)
- Fatma Pehlivan
- Jan Penris
- Joan Pepermans (nl)
- Willy Persyn (nl)
- Jean-Paul Peuskens (nl)
- Victor Peuskens (nl)
- Hugo Philtjens
- Leon Pierco
- Leo Pieters
- Jean-Pierre Pillaert (nl)
- Eric Pinoie (nl)
- Karel Pinxten
- Fernand Piot (nl)
- Christiane Planckaert-Staessens (nl)
- Stefaan Platteau (nl)
- Sabine Poleyn
- Karel Poma
- Peter Poortmans (nl)

## Q
- Leonard Quintelier (nl)
- Joke Quintens

## R
- Roeland Raes
- Jozef Ramaekers (nl)
- Frans Ramon (nl)
- Didier Ramoudt
- Evrard Raskin (nl)
- Gerda Raskin (nl)
- Peter Reekmans
- Guillaume Reynders (nl)
- Herman Reynders
- Jan Roegiers
- Jan Roelants
- Elke Roex
- Robert Rolin Jaequemyns
- Louis Rombaut (nl)
- Agnes Rommel-Souvagie (nl)
- Robert Roosens (nl)
- Hubert Rubens (nl)
- André Rutten (nl)
- Mathieu Rutten (nl)

## S
- Ivan Sabbe
- Ludo Sannen
- Freddy Sarens (nl)
- Johan Sauwens
- Joke Schauvliege
- André Schellens (nl)
- Cis Schepens (nl)
- Hugo Schiltz
- Marcel Schoeters (nl)
- Hans Schoofs
- Etienne Schouppe
- Guy Schrans (nl)
- Katrien Schryvers
- Herman Schueremans
- Eddy Schuermans (nl)
- Willy Seeuws (nl)
- Marcel Seghers
- Ludo Sels (nl)
- Aloïs Sledsens
- Jef Sleeckx (nl)
- Geeraard Slegers (nl)
- Griet Smaers
- Trudo (Max) Smeers (nl)
- Miet Smet
- Achiel Smets (nl)
- August Smets (nl)
- Clara Smitt (nl)
- Guy Sols (nl)
- Bart Somers
- Joos Somers (nl)
- John Spinnewyn (nl)
- Georges Sprockeels (nl)
- Nora Staels-Dompas (nl)
- Louis Standaert (nl)
- Jos Stassen
- Lodewijk Steenwegen (nl)
- Steve Stevaert
- Helga Stevens
- Antoon Steverlynck (nl)
- Rika Steyaert
- Marcel Storme (nl)
- Felix Strackx
- Lucien Suykens (nl)
- Herman Suykerbuyk
- Frank Swaelen
- Guy Swennen
- René Swinnen (nl)

## T
- Erik Tack
- Willy Taelman
- Francis Tanghe (nl)
- Paul Tant
- Jef Tavernier
- John Taylor (nl)
- Gilbert Temmerman
- Anissa Temsamani
- Jozef Thys (nl)
- Jacques Timmermans
- Leo Tindemans
- Bruno Tobback
- Louis Tobback
- Georgia Turf-Demunter (nl)
- Maria Tyberghien-Vandenbussche (nl)

## U
- Jef Ulburghs
- René Uyttendaele (nl)

## V
- Jef Valkeniers
- Achille Van Acker
- Frank Van Acker (nl)
- Leo Vanackere (nl)
- Steven Vanackere
- Arnold Van Aperen
- Jul Van Aperen
- Anne Van Asbroeck
- Omer Vanaudenhove
- Gilbert Van Baelen (nl)
- Ignace Van Belle (nl)
- Lode Van Biervliet (nl)
- Elie Van Bogaert (nl)
- Jul Van Boxelaer (nl)
- Jozef Van Bree (nl)
- Kathleen Van Brempt
- Johan Van Brusselen (nl)
- Jules Van Canneyt (nl)
- Riet Van Cleuvenbergen (nl)
- Désiré Van Daele (nl)
- Marcellus Van Daele (nl)
- Fernand Vandamme (nl)
- Edgard Vandebosch (nl)
- Rik Vandekerckhove (nl)
- Robert Vandekerckhove
- Johan Vande Lanotte
- Jacques Vandemeulebroucke
- Achiel Vandenabeele (nl)
- Marc van den Abeelen
- Gérard Vandenberghe
- Dany Vandenbossche
- Freya Van den Bossche
- Luc Van den Bossche
- Walter Vandenbossche
- Luc Van den Brande
- Octaaf Van Den Broeck (nl)
- Chris Vandenbroeke
- Frank Vandenbroucke
- Joris Vandenbroucke
- Marc Vanden Bussche
- Michiel Vandenbussche
- Bart Vandendriessche (nl)
- Francis Van den Eynde
- Marleen Van den Eynde
- John Van den Eynden (nl)
- Ria Van Den Heuvel (nl)
- Marcel Vandenhove (nl)
- Jan Van den Nieuwenhuijzen
- Marilou Vanden Poel-Welkenhuysen
- Marcel Van der Aa (nl)
- Frans Vanderborght (nl)
- Vera Van der Borght
- Dieudonné Vander Bruggen
- Frans Van der Elst (nl)
- Marcel Vanderhaegen (nl)
- Victor Vanderheyden (nl)
- Dirk Van der Maelen
- Julien Vandermarliere (nl)
- Paul Vandermeulen
- Paul Van der Niepen (nl)
- Herman Vanderpoorten (nl)
- Mark Van der Poorten (nl)
- Marleen Vanderpoorten
- Jean Van der Sande (nl)
- Eloi Vandersmissen (nl)
- Luckas Vander Taelen
- Michel Van Dessel (nl)
- Jo Vandeurzen
- Lucien Van de Velde
- Marc Van de Vijver
- Marcel Vandewiele (nl)
- Robert Vandezande (nl)
- Hugo Van Dienderen
- Wim Van Dijck
- Henri Van Doninck (nl)
- Jan Van Duppen
- Wilfried Van Durme (nl)
- Ilse Van Eetvelde (nl)
- Jozef Van Eetvelt
- Victor Van Eetvelt (nl)
- Jos Van Elewyck (nl)
- Carlo Van Elsen (nl)
- Renaat Van Elslande
- Jos Van Eynde
- Freddy Van Gaever
- Paul Vangansbeke (nl)
- Jos Vangeel (nl)
- Louis Van Geyt
- Roland Van Goethem
- Paul Van Grembergen
- Alex Vangronsveld (nl)
- Frans Vangronsveld (nl)
- Maurits Vanhaegendoren (nl)
- Joris Van Hauthem
- Andries Vanhaverbeke (nl)
- Johan Van Hecke
- Mieke Van Hecke (nl)
- Maurice Van Herreweghe (nl)
- Bernard Van Hoeylandt (nl)
- Robert Van Hooland (nl)
- Albert Van Hoorick
- Luk Vanhorenbeek (nl)
- Maurice Vanhoutte
- Emiel Vanijlen (nl)
- Guido Van In (nl)
- Erik Vankeirsbilck
- Monica Van Kerrebroeck
- Ingrid van Kessel
- Richard Van Leemputten (nl)
- Gilbert Vanleenhove (nl)
- Aimé Van Lent (nl)
- Jurgen Vanlerberghe
- Robert Vanlerberghe (nl)
- George Van Lidth de Jeude (nl)
- Sonja Van Lindt (nl)
- Greet Van Linter
- Jef Van Looy (nl)
- Paul Van Malderen (nl)
- Dirk Van Mechelen
- Frans Van Mechelen (nl)
- Karel Van Miert
- Antoon Van Nevel (nl)
- Gracienne Van Nieuwenborgh (nl)
- Luk Van Nieuwenhuysen
- Roger Vannieuwenhuyze (nl)
- André Van Nieuwkerke
- Emiel Van Nooten (nl)
- Oswald Van Ooteghem (nl)
- Tony Van Parys
- Marc Van Peel
- Daniël Vanpoucke
- Marjet Van Puymbroeck (nl)
- Vincent Van Quickenborne
- Leo Van Raemdonck (nl)
- Willy Van Renterghem
- Hugo Van Rompaey (nl)
- Robert Van Rompaey (nl)
- Eric Van Rompuy
- Herman Van Rompuy
- Jean-Pierre Van Rossem
- Sas Van Rouveroij
- Gerda Van Steenberge
- Emiel Vansteenkiste (nl)
- Franz Vansteenkiste (nl)
- Luc Vansteenkiste (nl)
- Roger Van Steenkiste (nl)
- Edgard Vanthilt (nl)
- Etienne Van Vaerenbergh (nl)
- Louis Vanvelthoven (nl)
- Peter Vanvelthoven
- Roeland Van Walleghem
- Tuur Van Wallendael (nl)
- Hubert Van Wambeke (nl)
- John van Waterschoot (nl)
- Erna Van Wauwe (nl)
- Els Van Weert
- Valère Vautmans
- Frans Verberckmoes
- Alphonsus Verbist
- Josée Vercammen (nl)
- Marcel Verdonck (nl)
- Lode Vereeck
- Jan Verfaillie
- Julien Vergeylen (nl)
- Fons Vergote
- Guido Verhaegen (nl)
- Joris Verhaegen (nl)
- Leopold Verhenne (nl)
- Jan Verheyden (nl)
- Guy Verhofstadt
- Maria Verlackt-Gevaert
- Ivan Verleyen (nl)
- William Verleysen (nl)
- Mandus Verlinden (nl)
- Ghislain Vermassen (nl)
- Goedele Vermeiren
- Francis Vermeiren
- Jo Vermeulen
- Piet Vermeylen
- Jan Verniers (nl)
- Willy Vernimmen (nl)
- Christian Verougstraete
- Rob Verreycken (nl)
- Willem Verreycken
- Miel Verrijken (nl)
- Jan Verroken
- Geert Versnick
- Armand Verspeeten (nl)
- Raphaël Versteele (nl)
- Bob Verstraete
- Jurgen Verstrepen
- Isabel Vertriest (nl)
- Daan Vervaet (nl)
- Inge Vervotte
- Marc Verwilghen
- Cecile Verwimp-Sillis (nl)
- Linda Vissers
- Andreas Vlerick
- Mieke Vogels
- Robert Voorhamme
- John Vrancken
- Alfons Vranckx (nl)
- Alfred Vreven
- Raoul Vreven (nl)

## W
- Louis Waltniel (nl)
- Johannes Wannyn (nl)
- Filip Watteeuw
- Hugo Weckx
- Ulla Werbrouck
- Johan Weyts (nl)
- Wim Wienen
- Roger Wierinckx (nl)
- Frans Wijnen (nl)
- Joseph Wijninckx
- Paul Wille
- Ghisleen Willems (nl)
- Freddy Willockx
- Roger Windels (nl)
- Leo Wouters
- Frans Wymeersch

## Y
- Veli Yüksel

## Z
- Khadija Zamouri